# Lola (historieta de Iñigo)
Lola es una serie de historieta erótica y muda creada por Iñigo (Ignacio Hernández Suñer) para editorial Bruguera, así como una publicación posterior de la misma editorial que la tenía como cabecera.

## Trayectoria editorial
Iñigo creó Lola para la agencia de Bruguera, Creaciones Editoriales, a principios de los años 60.
Llegaría a ser distribuida en medio mundo. Convenientemente retocada, fue publicada con el título de Lolita en los diarios Pueblo y ABC.
En 1975, Bruguera creó su propia publicación, que alcanzó los 28 números. Tenía un formato apaisado de 19 x 26 cm.